# Priprema (2012.)
"Priprema" je drama redatelja Saše Dodika, nastala prema scenariju Mire Škugora i Alena Matušina. Film je trenutno u fazi post-produkcije, te je ujedno riječ o prvom hrvatskom filmu za YouTube.

## Radnja
U ovoj urbanoj ljubavnoj priči Lena (Jelena Perčin) kao femme fatale osvaja srce Davida, mladoga činovnika kojega tumači Vladimir Tintor. On joj se želi približiti na osobit način, no hoće li uspjeti osvojiti srce žene koja mrzi sve muškarce od kada je njezin sponzor odlučio ostati sa suprugom, gledatelji će saznati kroz niz komičnih, ljubavnih, tragičnih i prije svega realnih situacija. Film pritom pokušava potaknuti pitanje živi li suvremeni čovjek otuđen u svijetu ili ipak postoji nada za ostvarivanje istinskih osjećaja i sreće.